# Husbestyrerinde
En husbestyrerinde eller husholderske er en kvinde, som er ansat til at stå for husholdningen i en husstand. Erhvervet var frem til 1980'erne en almindelig levevej for enlige kvinder.
Arbejdet kunne være meget forskelligt, hvad enten det var på en større gård med mange folk, eller hos en ugift mand eller enkemand. I 1950 var der i Danmark 24.272 husbestyrerinder.
Man blev husbestyrerinde, fordi der ikke var andre muligheder, når man ikke var helt ung mere, var ugift og ubemidlet, og muligvis også havde et barn at forsørge.
I annoncer i aviserne søgte mændene husbestyrerinder. Det var ofte en slags kontaktannoncer, da en stilling som husbestyrerinde ofte fik karakter af et parforhold mellem husbestyrerinden og hendes arbejdsgiver, også med fælles børn, men uden ægteskabets juridiske sikring af kvinden.
Romaner som Aage Dons' Tro tjenerinde og Eva Hemmer Hansens En lille tøs og hendes mor giver et levende billede af husbestyrerindernes hverdag.

## Kendte husbestyrerinder
- Kristine Marie Jensen, forfatter af Frøken Jensens Kogebog
- Augusta Erichsen, forfatter til Mine år med Stauning. Koncertsangerinden Augusta Erichsen var i realiteten Thorvald Staunings samleverske til hans død i 1942.[5]